# Comuna Rîjanî, Volodarsk-Volînskîi
Rîjanî (în ucraineană Рижанська сільська рада) este o comună în raionul Volodarsk-Volînskîi, regiunea Jîtomîr, Ucraina, formată din satele Danîlivka, Hrabivka, Jovtnivka, Kropîvenka, Nevîrivka, Rîjanî (reședința), Voleanșciîna și Znameanka.

## Demografie
Componența lingvistică a satului Rîjanî
     Ucraineană (98,46%)
     Rusă (1,46%)
     Alte limbi (0,04%)
Conform recensământului din 2001, majoritatea populației satului Rîjanî era vorbitoare de ucraineană (98,46%), existând în minoritate și vorbitori de rusă (1,46%).